# Макинтош, Саммер
Са́ммер Ма́кинтош (англ. Summer McIntosh; род. 18 августа 2006, Торонто) — канадская пловчиха, трёхкратная чемпионка и серебряный призёр Олимпийских игр 2024 года, 8-кратная чемпионка мира в 50-метровых бассейнах и 4-кратная чемпионка мира на «короткой воде», двукратная чемпионка Игр Содружества 2022 года.
Рекордсменка мира на дистанциях 200 и 400 метров комплексным плаванием и 400 метров вольным стилем на длинной воде, 400 метров комплексным плаванием, 400 метров вольным стилем и 200 метров баттерфляем на короткой воде. Владела также мировым рекордом на дистанции 400 метров вольным стилем на длинной воде. Олимпийская рекордсменка на дистанциях 200 метров баттерфляем и 200 метров комплексным плаванием. Обладательница многочисленных юношеских рекордов мира и Канады, а также взрослых рекордов Канады. Лауреат премии Бобби Розенфельд как лучшая спортсменка Канады (2023) и премии «Полярная звезда» лучшему спортсмену Канады вне зависимости от пола (2024).

## Биография

### Семья, детство и юниорская карьера
Родилась в 2006 году в Торонто. Родители — Грег и Джилл (в девичестве Хорстед), выступавшая за сборную Канады в плавании. Хорстед участвовала в Олимпийских играх 1984 года, где заняла общее 9-е место на дистанции 200 м брассом, и в этой же дисциплине завоевала бронзовую медаль на Играх Содружества два года спустя. Джилл стала матерью достаточно поздно, родив двух дочерей в 37 и 39 лет. Старшая сестра Саммер, Брук Макинтош, занимается фигурным катанием, участвовала в нескольких юношеских чемпионатах мира, в том числе завоевав бронзовые медали чемпионата мира среди юниоров 2022 года в спортивных парах с Бенжаменом Мимаром. На следующий год Макинтош и Мимар стали серебряными призёрами взрослого чемпионата Канады и представляли страну на взрослом чемпионате мира, завершив его вплотную к первой десятке.
Саммер в раннем детстве также увлекалась фигурным катанием, но уже к семи годам решила, что результаты в этом виде спорта слишком необъективны, и переключилась на лёгкую атлетику и плавание. В 12 лет сделала окончательный выбор в пользу последнего, причём не сосредотачивалась на узком круге дисциплин, а соревновалась на многих дистанциях и многими стилями. В соревнованиях участвовала с 8 лет. До 10 лет занималась в плавательном клубе «Лейкшор», после чего мать, оценившая прогресс девочки, перевела её в плавательный клуб Этобико. В это время, будучи ученицей торонтской средней школы Холикрест, Саммер начала показывать первые существенные успехи в плавании. К 15 годам установила более 50 национальных рекордов в различных возрастных категориях, в том числе побив рекорд на дистанции 800 м вольным стилем в возрастной группе до 11—12 лет, установленный Шэннон Смит в 1974 году. В январе 2019 года Макинтош улучшила этот результат более чем на 5 секунд, а к концу сезона — более чем на 20 секунд (8.51,71).

### 2019—2021
В 12 лет в Виннипеге впервые стала призёром на взрослых чемпионатах Канады, завоевав серебро на дистанции 400 м вольным стилем и бронзу — на дистанциях 400 м комплексным плаванием и 800 м вольным стилем. В июне 2020 года начала тренироваться с национальной сборной Канады в спортивном центре «Пан Ам». На этом этапе участие в Олимпийских играх в Токио казалось для 13-летней Макинтош неосуществимой целью, но когда Игры были перенесены на следующий год из-за пандемии COVID-19, эта задача стала реалистичной. В это время, однако, девочка пережила потрясение, когда неожиданно скончался её тренер Кевин Торберн, а менее чем через год у её отца был диагностирован рак гортани.
Несмотря на это, девушка продолжала упорно тренироваться (причём, чтобы не заболеть коронавирусом, убедила родителей снять ей отдельную квртиру). После 8-го класса Саммер пришлось перейти на дистанционное обучение, так как интенсивные тренировки не позволяли ей регулярно посещать школу. В мае 2021 года на национальном олимпийском отборе Макинтош показала требуемый для квалификации результат на дистанции 200 м вольным стилем. В этом заплыве она победила своего кумира Пенни Олексяк и установила новый национальный рекорд в возрастной категории 13—14 лет (1.56,19). На дистанции 800 м вольным стилем она также показала квалифицирующий результат, улучшив личный рекорд на 6 секунд (8.29,28). Макинтош была также заявлена на Олимпиаду на дистанции 400 м вольным стилем после того как в преддверии национального отбора установила новый национальный рекорд в своей возрастной группе (4.05,13). Этот результат был более чем на 8 секунд лучше, чем предыдущее национальное достижение в этой возрастной категории, и уступал только взрослому национальному рекорду Канады на этой дистанции. Согласно журналу SwimSwam, это был, вероятно, также лучший результат в мире среди 14-летних пловчих, хотя официально мировые рекорды в этой возрастной группе не фиксировались.
14-летняя Макинтош стала самой молодой участницей олимпийской команды Канады на Играх в Токио. За всю историю участия канадцев в Олимпиадах только две представительницы страны были моложе её — Барбара Хаунселл в 1964 и Робин Корсилья в 1976 году, соревновавшиеся в 13 лет. На самих Играх канадка установила новый национальный рекорд на дистанции 400 м вольным стилем (4.02,42) и заняла общее четвёртое место. На вдвое более короткой дистанции она улучшила личный рекорд в отборочном заплыве (1.56,11), но в полуфинале показала более слабое время, осталась девятой среди полуфиналисток и не прошла в финал. После этого в эстафете 4×200 м вольным стилем Макинтош плыла за сборную Канады на стартовом этапе, снова улучшила личный рекорд (1.55,77) и помогла команде финишировать четвёртыми с новым национальным рекордом (7.43,77). Последним видом, в котором она выступала, стала дистанция 800 м вольным стилем, где она показала 11-е время в полуфинале и, как и на 200 м, не вышла в финал.
Позже в 2021 году Макинтош приняла участие в чемпионате мира на короткой воде в Абу-Даби. Там она со сборной Канады выиграла эстафету 4×200 м вольным стилем, установив новые рекорды Канады и Америки. Она также была задействована в предварительных заплывах в комбинированной эстафете 4×100 м и помогла команде выйти в финал, где канадки завоевали серебряные медали. В индивидуальных дисциплинах Макинтош стала серебряной медалисткой на дистанции 400 м вольным стилем, а в отборочных заплывах на вдвое большей дистанции побила национальный рекорд, однако отказалась от участия в финале, чтобы не распылять силы. По итогам сезона она была удостоена наград Федерации плавания Канады в номинациях «Прорыв года» и «Лучшая юниорка года».

### 2022
После того, как в год Олимпиады Макинтош сосредоточила усилия на плавании вольным стилем, она сообщила тренеру Райану Маллетту, что возвращается на дистанции 200 м баттерфляем (наиболее успешный вид программы для её матери) и 400 м комплексным плаванием. Уже в марте 2022 года она показала третий результат в истории на этой дистанции (4.29,12). Это время было лучше мирового юношеского рекорда, но не было официально признано Международной федерацией плавания (ФИНА). На следующий день Макинтош побила канадский национальный и мировой юношеский рекорды на дистанции 200 м баттерфляем (2.05,81). В мае на национальном отборе она первенствовала на четырёх дистанциях — 400 м и 200 м вольным стилем, 200 м баттерфляем и 400 м комплексным плаванием.
На чемпионате мира 2022 года в Будапеште 15-летняя Макинтош стала самой молодой женщиной в истории (и четвёртой в общей сложности), проплывшей 400 м вольным стилем быстрее чем за 4 минуты. Её результата (3.59,39, новый национальный рекорд) хватило для серебряной медали — сразу за Кэти Ледеки. Канадка стала единственной на тот момент женщиной в истории, проплывшей 400 м вольным стилем быстрее чем за 4 минуты и 400 м комплексным плаванием быстрее чем за 4 минуты и 30 секунд. В полуфинале на дистанции 200 м баттерфляем Макинтош побила свой собственный мировой юношеский рекорд и показала лучшее время среди всех полуфиналисток. В финале она завоевала свою первую золотую медаль мировых первенств на длинной воде, снова улучшив юношеский рекорд (2.05,20). Позже в тот же день она плыла на первом этапе в финале эстафеты 4×200 м вольным стилем. Её результат, 1.54,79, превосходил юношеский мировой рекорд и был бы достаточным для завоевания золотой индивидуальной медали на этой дистанции. В итоге с помощью Макинтош канадская сборная стала бронзовыми призёрами. В последний день чемпионата на дистанции 400 метров комплексным плаванием Макинтош в упорной борьбе с американкой Кэти Граймс установила очередной юношеский рекорд и завоевала вторую за соревнование золотую медаль с результатом 4.32,04. Она стала самой молодой канадской пловчихой, когда-либо выигрывавшей чемпионат мира или Олимпийские игры, а также первой в истории представительницей канадского плавания, завоевавшей больше одной золотой медали за один чемпионат мира.
Через месяц после чемпионата мира на Играх Содружества в Бирмингеме Макинтош участвовала в другой комбинации видов программы. Несмотря на это, она завоевала 6 медалей — больше, чем другой канадский спортсмен на этих Играх, — в том числе два золота на дистанциях 200 и 400 метров комплексным плаванием, в обоих случаях установив новые мировые юношеские рекорды (соответственно 2.08,70 и 4.29,01). Третью индивидуальную медаль, серебро, молодая пловчиха получила на дистанции 400 м вольным стилем, а ещё три завоевала в составе эстафетных команд: бронзу в эстафете 4×100 м вольным стилем и серебро в эстафете 4×200 м вольным стилем и в комбинированной эстафете 4×100 м.
Летом 2022 года, чтобы создать Саммер оптимальные условия для тренировок, мать перевезла её в Сарасоту (Флорида), где они планировали провести 18 месяцев, готовясь к соревнованиям парижской Олимпиады. Осенью на этапе Кубка мира ФИНА на короткой воде в Торонто Макинтош впервые победила Кэти Ледеки на дистанции 400 м вольным стилем и установила мировой юношеский и канадский рекорды в этом виде и на аналогичной дистанции комплексным плаванием. Через несколько дней на этапе Кубка мира в Индианаполисе она заняла второе место на дистанции 800 м вольным стилем с новым канадским рекордом и победила на дистанции 200 м баттерфляем. По итогам сезона Макинтош была признана Федерацией плавания Канады одновременно лучшей юниоркой и лучшей олимпийской пловчихой в стране.

### 2023
28 марта 2023 года в Торонто на отборе в сборную Канады 16-летняя Макинтош установила мировой рекорд на дистанции 400 метров вольным стилем (3.56,08). Прежний рекорд Ариарн Титмус (3.56,40) был установлен за 10 месяцев до этого. 1 апреля Макинтош там же установила мировой рекорд на дистанции 400 метров комплексным плаванием (4.25,87). Прежний рекорд (4.26,36) был установлен Катинкой Хоссу в финальном заплыве на Олимпийских играх 2016 года. Один и тот же пловец стал обладателем обоих этих рекордов впервые в истории. Макинтош также стала первой представительницей канадского плавания, владеющей одновременно двумя мировыми рекордами в плавании, со времён Алекса Баумана в 1984 году (у женщин последний такой случай был зафиксирован в 1967 году, когда два рекорда одновременно удерживала Элейн Таннер). На трёх 200-метровых дистанциях (комплексным плаванием, баттерфляем и вольным стилем) она установила по ходу тех же соревнований национальные рекорды Канады и мировые юношеские рекорды — соответственно 2.06,89 (четвёртое время в мире в истории), 2.04,70 (лучший результат сезона в мире) и 1.53,91.
В июле 2023 года на чемпионате мира в Фукуоке ожидалось трёхстороннее противостояние между Макинтош, Титмус и Ледеки на дистанции 400 м вольным стилем; высказывались предположения, что все три соперницы могут побить новый рекорд Макинтош. Результаты в полуфиналах были намного хуже этого результата, сама канадка вышла в финал на третьей позиции со временем 4.01,72. В финале, однако, Титмус действительно проплыла дистанцию с новым мировым рекордом — 3.55,38, а Макинтош, закончившая заплыв с результатом 3.59,94, проиграла не только ей и Ледеки, но и новозеландке Эрике Фэруэтер, оставшись вообще без медали. После этой неудачи она на вдвое более короткой дистанции преодолела все четыре бассейна со временем менее 29 секунд и установила новый мировой юношеский рекорд — 1.53,65. Канадка пропустила вперёд только австралиек Молли О’Каллаган и Титмус и завоевала бронзовую медаль. На следующий день она победила на 200-метровой дистанции баттерфляем, также с новым мировым юношеским рекордом (2.04,06, что стало и рекордом Америки). Ей также удалось защитить чемпионское звание на дистанции 400 м комплексным плаванием, где она попутно значительно улучшила рекорд чемпионатов мира (4.27,11) и более чем на четыре секунды опередила серебряного призёра Кэти Граймс. С четырьмя золотыми медалями мировых первенств Макинтош стала самой титулованной канадской пловчихой в истории. После этой победы она показала в комбинированной эстафете 4×100 хорошее время на стартовом отрезке (53,48 вольным стилем) и помогла сборной Канады стать бронзовыми призёрами.
Канадка сохранила хорошую форму до конца осени, когда приняла участие в Открытом чемпионате США в Гринсборо (Северная Каролина). 30 ноября в финальном заплыве на 400 м вольным стилем она в очной встрече победила Ледеки, показав результат 3.59,42 — рекорд бассейна и турнира. Она установила рекорд бассейна также на дистанции 400 м комплексным плаванием, с результатом 4.29,96 более чем на 7 секунд оторвавшись от серебряного призёра Анастасии Горбенко, а на дистанции 200 м на спине финишировала третьей. В конце года Федерация плавания Канады, как и в предыдущем сезоне, назвала Макинтош лучшей юниоркой и лучшей олимпийской пловчихой года. Она была также удостоена премии Бобби Розенфельд — награды, присуждаемой канадскими журналистами лучшей спортсменке года в стране.

### 2024
Наряду со многими другими ведущими пловчихами (включая Ледеки, Титмус и О’Каллаган) Макинтош отказалась от участия в чемпионате мира 2024 года, проводившемся в Катаре в феврале. Однако в этом же месяце в Орландо она стала первой пловчихой с 2010 года, победившей Кэти Ледеки в финальном заплыве на дистанции 800 м вольным стилем. Показав результат 8.11,39, она опередила Ледеки почти на шесть секунд. До этого заплыва Ледеки принадлежали 29 лучших результатов в истории в этом виде программы, и Макинтош превзошла 13 из них, формально став второй в списке самых быстрых пловчих на дистанции 800 м. Несмотря на этот успех, она отказалась от участия в национальном олимпийском отборе в этой дисциплине, так как её программа и без того включала семь индивидуальных видов.
В национальном отборе в мае 17-летняя пловчиха победила в пяти дисциплинах, в каждой из которых выполнила олимпийский квалификационный стандарт, а также отобралась в состав эстафетной сборной 4×200 м вольным стилем. Её результат на дистанции 400 м вольным стилем (3.59,06) стал на тот момент самым быстрым в мире с начала года, а на аналогичной дистанции комплексным плаванием она улучшила свой собственный мировой рекорд почти на полторы секунды, преодолев её за 4.24,38. Ближайшую преследовательницу, Эллу Дженсен, Макинтош опередила ровно на 14,5 секунды. Все остальные дисциплины, в которых она первенствовала, были заплывами на 200 метров — вольным стилем, баттерфляем и комплексным плаванием.
На Олимпийских играх канадка участвовала в четырёх индивидуальных видах программы, отказавшись от выступления на 200-метровке вольным стилем. В первый день на вдвое более длинной дистанции она со временем 3.58,37 уступила только Титмус, опередив Ледеки больше чем на корпус. В остальных трёх индивидуальных видах Макинтош стала победительницей. На дистанции 400 м комплексным плаванием она опередила завоевавшую серебро Граймс на 5,69 секунды, остановив секундомер на отметке 4.27,71. После этого канадка установила новый олимпийский рекорд (2.03,03) на дистанции 200 м баттерфляем, где стала первой в истории канадской олимпийской медалисткой. На аналогичной дистанции комплексным плаванием она показала лучшее время в полуфиналах, став единственной, кто проплыл их быстрее 2 минут и 10 секунд. В финале канадка лидировала после первых двух этапов (баттерфляем и на спине), однако на 50-метровке брассом совершили рывок американки Кейт Дугласс и Алекс Уолш, и в итоге перед последним этапом Макинтош шла второй. На 50 метрах вольным стилем ей удалось отыграться и, как и на аналогичной дистанции баттерфляем, финишировать с новым олимпийским рекордом (2.06,56). С этим результатом она улучшила также национальный рекорд Канады и мировой юношеский рекорд.
Макинтош также участвовала в трёх финалах с участием канадских эстафетных команд — 4×100 м и 4×200 м вольным стилем и комбинированной 4×100 м. После двух первых эстафет, которые канадки завершили на четвёртом месте, сборная шла второй перед заключительным этапом комбинированной эстафеты, который вольным стилем плыла Макинтош. Однако олимпийская чемпионка, для которой это был 13-й заплыв за неделю, пропустила вперёд соперниц из Австралии и Китая, в третий раз подряд оставшись без медали.
Хотя ей не удалось дополнить коллекцию олимпийских наград за счёт эстафет, Макинтош в итоге стала первым представителем Канады, завоевавшим три золотых медали на одних Олимпийских играх, а также повторила национальный рекорд Пенни Олексяк с четырьмя медалями за одну летнюю Олимпиаду. Абсолютный рекорд по количеству медалей за одни Игры принадлежит конькобежке Синди Классен. Макинтош вместе с метателем молота Итаном Кацбергом была поручена роль знаменосцев Канады на церемонии закрытия Олимпийских игр.
Канадка завершила сезон участием в чемпионате мира на короткой воде в Будапеште, где соревновалась в четырёх индивидуальных дисциплинах и входила в состав четырёх эстафетных команд. Завоевала три индивидуальных золотых медали, каждый раз устанавливая при этом новый мировой рекорд; вначале был улучшен рекорд на дистанции 400 м вольным стилем (3.50,25), затем Макинтош побила продержавшийся 10 лет рекорд на дистанции 200 м баттерфляем, показав результат 1.59,32. Третий рекорд был установлен на дистанции 400 м комплексным плаванием (4.15,48). Канадка улучшила предыдущий мировой рекорд более чем на 3 секунды и опередила занявшую второе место Граймс почти на 5. Последнюю индивидуальную дистанцию, 200 м на спине, Макинтош впервые в карьере плыла на международных соревнованиях. Она проиграла мировой рекордсменке на этой дистанции Реган Смит почти две секунды (1.59,96 у Макинтош, 1.58,04 и новый мировой рекорд у Смит), но улучшила мировой юношеский и национальный рекорды. Ещё одну медаль, бронзовую, завоевала в составе команды в эстафете 4×100 м вольным стилем, где участвовала в финальном заплыве менее чем через два часа после победы на дистанции 400 м этим же стилем.
По ходу соревнований в Будапеште поступило сообщение, что Макинтош удостоена премии «Полярная звезда», ежегодно присуждаемой лучшему спортсмену Канады вне зависимости от пола.

### 2025
В феврале 2025 года, в своих первых соревнованиях после чемпионата мира на короткой воде и спустя год после первой победы над Кэти Ледеки в очной встрече на дистанции 800 м, Макинтош установила в Плантейшене (Флорида) новый рекорд Канады и Содружества на этой дистанции, преодолев её за 8 минут 9,86 секунды. Этот результат был не только на полторы секунды лучше её предыдущего рекорда, но и лучше времени, с которым Ледеки завоевала своё четвёртое олимпийское золото на этой дистанции (8.11,04). Макинтош стала второй пловчихой в истории, преодолевшей 800 м вольным стилем быстрее, чем за 8 минут и 10 секунд. Позже спортсменка сообщила в интервью CBC, что расстаётся с тренером Брентом Арки и планирует начать сотрудничество с Бобом Боуманом — бывшим тренером Майкла Фелпса. Весной, однако, она переехала в Антиб во Франции, где с ней начал заниматься тренер Фредерик Верню.
В июне 2025 года на национальном отборе к чемпионату мира установила новые мировые рекорды в трёх дисциплинах. Последним, кому до Макинтош удавалось побить три мировых рекорда в рамках одного соревнования, был Майкл Фелпс на Олимпийских играх 2008 года. На дистанции 400 метров вольным стилем канадка улучшила принадлежавший Титмус мировой рекорд на 1,2 секунды (3.54,18). На дистанции 200 м комплексным плаванием побила рекорд, с 2015 года принадлежавший Катинке Хоссу, закончив заплыв за 2 минуты 5,70 секунды. На дистанции 400 м комплексным стилем улучшила собственный мировой рекорд, преодолев её за 4 минуты 23,65 секунды. Установила также новый национальный рекорд на дистанции 800 м вольным стилем (8.05,07), ставший третьим результатом в мире за историю (на 0,95 секунды хуже нового мирового рекорда Ледеки). Результат Макинтош на дистанции 200 м баттерфляем — 2.02,26 — тоже стал новым национальным рекордом, причём ей второй в истории (вслед за рекордсменкой мира Лю Цзыгэ) потребовалось меньше 2 минут и 3 секунд на эту дистанцию.
На чемпионате мира 2025 года в Сингапуре выиграла золото на дистанциях 400 метров вольным стилем (3.56,26), 200 метров комплексным плаванием (2.06,69), 200 метров баттерфляем (2.01,99) и 400 м комплексным плаванием (4.25,78). Результат на 200 м баттерфляем, на 0,18 секунды хуже мирового рекорда Лю Цзыгэ, стал новым рекордом Американского континента и новым рекордом чемпионатов мира. Канадка опередила занявшую второе место Реган Смит ровно на три секунды — самый большой разрыв на дистанции 200 м баттерфляем с 1973 года. Макинтош также установила новый рекорд чемпионатов мира на дистанции 400 м комплексным плаванием, которую закончила более чем на семь секунд быстрее, чем серебряные призёры Мио Нарита и Джинна Форрестер. Она стала первой в истории канадского плавания, кому удалось завоевать больше двух золотых медалей в рамках одного чемпионата мира, и первой, кто побеждал на чемпионатах мира больше двух раз в одной дисциплине. Перед началом чемпионата мира рассматривалась как реальная возможность, что Макинтош завоюет на нём пять индивидуальных золотых медалей, что ранее удавалось только Майклу Фелпсу. Однако на дистанции 800 м вольным стилем она уступила не только Ледеки, но и улучшившей личный рекорд сразу на 5 секунд Лани Паллистер, которую пропустила вперёд на последних 50 метрах, удовольствовавшись бронзой (8.07,29).

## Характер и личная жизнь
По собственным словам Макинтош, она ненавидит проигрывать сильней, чем любит побеждать. Её стил плавания олимпийская чемпионка Пенни Олексяк характеризует как «только газ, без тормоза». За юниорскую карьеру она успела побить более 75 национальных рекордов в разных возрастных категориях. Другая коллега по национальной сборной Канады Мэгги Мак-Нил шутила, что им приходится начинать разминку за пять минут до появления Макинтош в бассейне, поскольку в противном случае «она вас просто порвёт». Молодая спортсменка полностью выкладывается на тренировках, как на соревнованиях, и с детства не испытывала «страха сцены» на главных стартах. По собственным словам, в экстремальных условиях она получает удовольствие от выплесков адреналина.
Будучи подростком, Макинтош увлекается реалити-шоу «Семейство Кардашьян» и любит песни Тейлор Свифт, но в интервью сообщала, что поднимает боевое настроение, слушая хип-хоп — в частности, Дрейка. Кумиром детства Саммер была американка Кэти Ледеки. Одного из котов в семье Макинтош назвали Майки в честь другого знаменитого пловца — многократного чемпиона мира и Олимпийских игр Майкла Фелпса.

## Результаты на крупнейших соревнованиях

### Олимпийские игры
4 медали (3 золотые, 1 серебряная)
| Дистанция                        | 2020 | 2024 |
| -------------------------------- | ---- | ---- |
| 200 метров вольным стилем        | 9    | —    |
| 400 метров вольным стилем        | 4    | 2    |
| 800 метров вольным стилем        | 11   | —    |
| 200 метров баттерфляем           | —    | 1    |
| 200 метров комплексным плаванием | —    | 1    |
| 400 метров комплексным плаванием | —    | 1    |
| Эстафета 4×100 м вольным стилем  | —    | 4    |
| Эстафета 4×200 м вольным стилем  | 4    | 4    |
| Комбинированная эстафета 4×100 м | —    | 4    |

### Чемпионаты мира по водным видам спорта
13 медалей (8 золотых, 1 серебряная, 4 бронзовые)
| Дистанция                        | 2022 | 2023 | 2025 |
| -------------------------------- | ---- | ---- | ---- |
| 200 метров вольным стилем        | —    | 3    | —    |
| 400 метров вольным стилем        | 2    | 4    | 1    |
| 800 метров вольным стилем        | —    | —    | 3    |
| 200 метров баттерфляем           | 1    | 1    | 1    |
| 200 метров комплексным плаванием | —    | —    | 1    |
| 400 метров комплексным плаванием | 1    | 1    | 1    |
| Эстафета 4×100 м вольным стилем  | —    | 7    | —    |
| Эстафета 4×200 м вольным стилем  | 3    | 5    | —    |
| Комбинированная эстафета 4×100 м | —    | 3    | 5    |

## Личные рекорды

### 50-метровый бассейн
| Дистанция           | Время   | Город     | Дата           | Прим.   |
| ------------------- | ------- | --------- | -------------- | ------- |
| 100 м вольный стиль | 53,90   | Торонто   | 11 апреля 2024 |         |
| 200 м вольный стиль | 1.53,65 | Фукуока   | 26 июля 2023   | WJR, NR |
| 400 м вольный стиль | 3.54,18 | Торонто   | 7 июня 2025    | WR      |
| 800 м вольный стиль | 8.05,07 | Торонто   | 8 июня 2025    | NR      |
| 100 м баттерфляй    | 57,19   | Торонто   | 12 апреля 2024 |         |
| 200 м баттерфляй    | 2.01,99 | Сингапур  | 31 июля 2025   | NR, CR  |
| 200 м брасс         | 2.29,64 | Атланта   | 13 мая 2023    |         |
| 100 м на спине      | 59,96   | Торонто   | 10 апреля 2024 |         |
| 200 м на спине      | 2.06,81 | Гринсборо | 2 декабря 2023 |         |
| 200 м комплекс      | 2.05,70 | Торонто   | 9 июня 2025    | WR      |
| 400 м комплекс      | 4.23,65 | Торонто   | 11 июня 2025   | WR      |

### 25-метровый бассейн
| Дистанция           | Время   | Город        | Дата            | Прим. |
| ------------------- | ------- | ------------ | --------------- | ----- |
| 400 м вольный стиль | 3.50,25 | Будапешт     | 10 декабря 2024 | WR    |
| 800 м вольный стиль | 8.07,12 | Индианаполис | 5 ноября 2022   | NR    |
| 200 м на спине      | 1:59.96 | Будапешт     | 15 декабря 2024 | WJR   |
| 200 м баттефляй     | 1:59.32 | Будапешт     | 12 декабря 2024 | WR    |
| 400 м комплекс      | 4.15,48 | Будапешт     | 12 декабря 2024 | WR    |